# Biton laminatus
Espèce
Synonymes
- Daesia laminata Pocock, 1903

Biton laminatus est une espèce de solifuges de la famille des Daesiidae.

## Distribution
Cette espèce est endémique du Yémen.

## Description
Le mâle décrit par Roewer en 1933 mesure 13 mm.

## Publication originale
- Pocock, 1903 : Some new spiders from the camaroons collected by Mr G. L. Bates. Annals and Magazine of Natural History, sér. 7, vol. 11, p. 258-264 (texte intégral).